# Dragoslav Šekularac
Dragoslav Šekularac (serb. Драгослав Шекуларац, ur. 30 listopada 1937 w Sztipie, zm. 5 stycznia 2019 w Belgradzie) – jugosłowiański piłkarz i trener pochodzenia romskiego.
„Šeki” był jednym z najpopularniejszych jugosłowiańskich sportowców lat 60. XX w. Znany nie tylko ze swoich nieprzeciętnych umiejętności piłkarskich (szybki, kreatywny i myślący na boisku pomocnik), ale również kolejnych incydentów z jego udziałem. Po jednym z nich, w 1962 r. Šekularac został zawieszony na półtora roku w prawach zawodnika.

## Dzieciństwo
Šekularac urodził się tuż przed wybuchem drugiej wojny światowej. Ojciec, Serb z jednego z najbardziej znanych klanów w północnej Czarnogórze, Vasojevići oraz pochodząca z Macedonii matka po zakończeniu działań wojennych zdecydowali się na przenosiny na teren dzisiejszej Serbii, a młody Dragoslav został wypatrzony przez obserwatorów Crvenej Zvezdy i szybko znalazł się w juniorskim zespole tego klubu.

## Kariera klubowa i reprezentacyjna
Debiut Šekularaca w barwach Crvenej Zvezdy miał miejsce 6 marca 1955. O ile w sezonie 1954/55 tylko raz pojawił się na boisku, o tyle w kolejnych rozgrywkach 18-latek pełnił już ważną rolę w drużynie i swoją grą (oraz 7 bramkami) przyczynił się do triumfu belgradzkiego zespołu w zmaganiach ligowych.
Rok później, po debiucie (jako 18-latek) w seniorskiej reprezentacji Jugosławii, Šeki pojechał z olimpijską reprezentacją kraju na igrzyska do Melbourne. Tam, wespół m.in. z Rajko Miticiem poprowadził ekipę „Plavich” do finału turnieju olimpijskiego, gdzie jednak lepsi okazali się piłkarze ZSRR. W tym samym sezonie odegrał również niebagatelną rolę w zmaganiach Crvenej zvezdy w Pucharze Europy – piłkarze z belgradzkiej Marakany odpadli dopiero po półfinałowym dwumeczu z włoską Fiorentiną (bramkę na wagę awansu Włochów stracili w 88 minucie, po trafieniu Maurilio Priniego).
Kolejny sezon był nieco słabszy w wykonaniu Šekularaca i s-ki. Po odejściu do włoskiego S.S. Lazio trenera Ciricia, drużynę objął Miša Pavić, który opiekował się młodym Dragoslavem w czasach juniorskich. Wspólnie po roku odzyskali nie tylko mistrzowski tytuł dla Zvezdy, ale i sięgnęli po puchar kraju (w obu przypadkach pokonując lokalnego rywala, ekipę FK Partizan).
Ostatni mecz Šekularaca w barwach Zvezdy miał miejsce w 1966 r. Jego dorobek bramkowy zamknął się liczbą 119 goli w 375 występach (32 gole w lidze w 156 meczach). W kolejnych latach Šeki grywał w Kolumbii, Niemczech i USA (z krótkim epizodem w OFK Beograd).
Poza srebrnym medalem IO w Melbourne na koncie pomocnika reprezentacji Jugosławii są również występy na MŚ w 1958 r. oraz 1962 r.